# 戚本禹
戚 本禹（せき ほんう、1931年5月8日 - 2016年4月20日）は、中華人民共和国の政治家。

## 生涯
1949年に中国共産党入党、中国共産党中央弁公庁信訪科科長、『紅旗』歴史部編集長などを務めた。
1965年12月8日、『紅旗』雑誌（第13期）において論文『革命のための歴史研究』を発表、翦伯賛の唱える階級観点の重視と歴史主義を「超階級」、「純客観」の資産階級による視点であると攻撃、毛沢東の支持を獲得した。
1966年には文化大革命（文革）を主導した中央文化革命小組のメンバーとなり、中央弁公庁秘書局副局長、『紅旗』副総編集、中国共産党中央弁公庁代主任を務め、毛沢東及びその夫人である江青の秘書を担当した。『紅旗』1966年第5期号では「愛国主義か売国主義か？-反動映画『清宮秘史』を評す」を、1966年第7期号では「『前線』及び『北京日報』の資産階級としての立場を評す」を発表。特に「愛国主義か売国主義か?－反動映画『清宮秘史』を評す」は1967年4月1日に『人民日報』に全文が掲載され、「党内最大の『走資派』及び反革命修正主義路線に対する革命大批判」が共産党内の基調論説とされるに至った。この「党内最大の『走資派』」とは国家主席の劉少奇を指しており、論文の中では劉を「中国のフルシチョフ」と名指しで公然と批判して、すでに文革派から糾弾を受けていた劉に対する攻撃を激化させた。同年7月18日には、中南海で「劉少奇批判闘争大会」を自ら開催した。
1967年4月14日には、遇羅克が血統による「革命的階級」「反革命的階級」の区別を批判した『出身論』は大毒草であると批判し、翌1968年1月5日の遇の逮捕に繋がった。しかし武漢事件の事後処理の過程で戚の論説が事件の発端になったという批判が上がり、1968年1月に共産党中央より隔離審査の対象とされ党内外の全ての職務を解任された。
1980年7月14日、北京市公安局により逮捕、1983年11月2日には北京市中級人民法院において反革命宣伝煽動罪、誣告罪、群集騒擾罪などにより懲役18年、政治権利剥奪4年の判決を受けた。
1986年隔離審査期間も刑期に組み入れ刑期満了で保釈されると上海市図書館収蔵部の司書を務め、1990年代初頭に定年退職した。保釈後は妻子と同居し、『大人物的変態心理』、『中華易学大辞典』などを共著で出版した。2014年当時は、「歴史学者」として毛沢東に関する講演もおこなっていた。
2016年4月20日7時58分（中国標準時）、病気のために上海市で死去した。中央文化革命小組のメンバーでは最後の存命者であった。死去直前の4月19日付で回想録『戚本禹回憶録』が香港の出版社から刊行され、この中には3月1日付で記された戚自身による「本書を毛沢東のプロレタリア文化大革命発動50周年に捧げる」という文が掲載されている。